# Ludwig Crüwell
Ludwig Crüwell (Dortmund, 20 de marzo de 1892 - Essen, 22 de septiembre de 1958) fue un general alemán conocido por su participación durante la Segunda Guerra Mundial al mando del Afrika Korps. Fue hecho prisionero por los británicos en 1942, durante la Batalla de Gazala.

## Biografía
Nacido en la ciudad de Dortmund, en la región industrial del Ruhr, Crüwell se unió al Ejército Imperial Alemán en 1911 y un año después ya ostentaba el rango de Teniente. Intervino durante la Primera Guerra Mundial, luchando en el Frente occidental. Al terminar la contienda permaneció en el Reichswehr durante el período de la República de Weimar, y posteriormente en la Wehrmacht durante la época nazi.

### Segunda Guerra Mundial
Tras el comienzo de la Segunda Guerra Mundial asumió el mando de la 11.ª División Panzer, y al frente de esta unidad se destacó durante la invasión de Yugoslavia y las primeras fases de la invasión de la Unión Soviética. Crüwell se convirtió en comandante del Afrika Korps el 31 de julio de 1941 en sustitución del general Erwin Rommel (que ese mismo día tomó el mando del Grupo Panzer África), el cual estaba compuesto por una división de infantería y dos divisiones panzer. Durante su mando, al igual que Fritz Bayerlein, Crüwell sostuvo fuertes discusiones con Rommel; el 24-25 de noviembre Crüwell y Bayerlein mantuvieron una violenta discusión con Rommel al mostrarse contrarios a la contraofensiva alemana que pretencía hacer frente a la Operación Crusader de los británicos.
El 29 de mayo de 1942 se encontraba inspeccionando las operaciones militares desde el aire. Sin embargo, la avioneta ya había sobrepasado las líneas propias y el piloto del Fieseler Fi 156 confundió a las tropas británicas con soldados italianos. El avión aterrizó accidentadamente, y Crüwell fue inmediatamente hecho prisionero por los británicos. Su pérdida fue un duro golpe para la campaña militar de Rommel en el norte de África. Pasaría el resto de la guerra recluido por los aliados.
En mayo de 1943 los británicos le prepararon un encuentro con el también general Wilhelm von Thoma, que había sido hecho prisionero durante la Batalla de El Alamein. Durante el encuentro ambos oficiales estuvieron hablando de las investigaciones secretas nazis y del programa de cohetes que llevaría a la aparición de las V1 y V2. También estuvieron hablando de la organización interna de las Fuerzas Armadas Alemanas. Los británicos pudieron así tener acceso a información de un gran valor militar. Entre agosto de 1942 y junio de 1944, Crüwell estuvo recluido en el distrito londinense de Trent Park y posteriormente fue trasladado a un campo de prisioneros en los Estados Unidos.

### Posguerra
En 1947 fue liberado de su cautiverio por los norteamericanos. Durante la posguerra, Crüwell fue elegido presidente de la "Asociación de Veteranos del Afrika Korps" (Verband ehemaliger Angehöriger Deutsches Afrika Korps) y asistió a numerosos actos y homenajes de veteranos.

## Condecoraciones y honores
- Cruz de Hierro (1914)[4]
- Insignia de Combate de Blindados en plata
- Medaglia d'Argento al Valor Militare
- Brazalete "Afrika"
- Broche de la Cruz de Hierro (1939)[4]
- Cruz de Caballero de la Cruz de Hierro con Hojas de Roble (1941)[5]
- Mencionado en el Wehrmachtbericht en 1942

### Menciones en la Wehrmachtbericht
| Fecha              | Original alemán en el Wehrmachtbericht | Traducción al español |
| ------------------ | --- | --- |
| 2 de junio de 1942 | Bei einem Erkundungsflug über den feindlichen Linien wurde General der Panzertruppen Crüwell abgeschossen und geriet in britische Gefangenschaft. | Durante un vuelo de reconocimiento sobre las líneas enemigas el General de tropas panzer Crüwell fue derribado y hecho prisionero por los británicos. |